# Parafia św. Jadwigi w Zabrzu
Parafia Świętej Jadwigi w Zabrzu – parafia metropolii katowickiej, diecezji gliwickiej, dekanatu zabrzańskiego Kościoła katolickiego obrządku łacińskiego. Powstała w 1929 roku.